# 陳奉茲
陳奉茲（1726年—1799年），字時若，德化縣人，年二十二歲中乾隆二十五年庚辰科進士，授四川蓬山、閬中知縣，擢知茂州，晉嘉定府知府及建昌道，授公四川按察使，在四川為官達二十五年。乾隆五十二年（1760年），調河南按察使。居二年，調江蘇，旋擢江寧布政使。居四年，調安徽。未到半年，又調江蘇。嘉慶四年（1799年）正月壬午，死於蘇州。著有《敦拙堂詩集》。

## 家族
祖父陳範，父陳絢。